# Delaware State Route 72
Die Delaware State Route 72 (kurz DE 72) ist eine in Nord-Süd-Richtung verlaufende State Route im US-Bundesstaat Delaware.

## Verlauf
Nach der Abzweigung von der Delaware State Route 9 nahe Delaware City verläuft die DE 72 zunächst in nordöstlicher Richtung und trifft nach etwa zweieinhalb Kilometern auf den U.S. Highway 13 und die State Route 7 sowie kurz darauf auf die Delaware State Route 1. Westlich von Delaware City wird die DE 72 von der State Route 71 und kurz darauf von der Strecke der Norfolk Southern Railway gekreuzt. Im Osten der Stadt Glasgow trifft sie auf den U.S. Highway 40 und passiert im Anschluss im Westen den Sunset Lake. Südlich von Newark unterquert die Straße die Interstate 95, die in diesem Abschnitt den Delaware Turnpike bildet.
Südöstlich des Campus der University of Delaware trifft die DE 72 auf die Delaware State Route 2, die nun die Trasse der DE 72 für einige Kilometer nutzt, sowie die State Route 4. Im Zentrum der Stadt wird die Straße von der Delaware State Route 273 gekreuzt und verlässt die Newark in nordöstlicher Richtung. Nördlich des White Clay Creeks trennt sich die DE 72 wieder von der State Route 2 und verläuft danach in Richtung Norden. Sie endet nach 28 Kilometern an der Delaware State Route 7 in Pike Creek.